# Euzosteria subverrucosa
Euzosteria subverrucosa är en kackerlacksart som först beskrevs av White 1841.  Euzosteria subverrucosa ingår i släktet Euzosteria och familjen storkackerlackor. Inga underarter finns listade i Catalogue of Life.